# The Upside Downs
The Upside Downs (fullständig titel: The Upside Downs of Little Lady Lovekins and Old Man Muffaro) amerikansk, tecknad serie skapad av Gustave Verbeek 1903. Serien publicerades i New York Heralds söndagsbilaga under ett bara ett drygt år. Det unika med denna serie är att man först läste de sex rutorna precis som vanligt från vänster till höger. När man var klar med detta vände man på tidningen och läste fortsättningen i samma rutor! Sålunda blev de två huvudfigurerna, Little Lady Lovekins och Old Man Muffaro, alltid förvandlade till varandra upp och ner. En fågel kunde bli till en val och så vidare.